# Ahua insula
Ahua insula är en spindelart som beskrevs av Forster och Wilton 1973. Ahua insula ingår i släktet Ahua och familjen trattspindlar. Inga underarter finns listade i Catalogue of Life.